# Cohost
 (octobre 2024).
Cohost (stylisé comme cohost ou cohost!) est un réseau social lancé publiquement en juin 2022. Il appartient à la société de logiciels à but non lucratif Anti Software Software Club.
Le 9 septembre 2024, les gestionnaires de la plateforme ont annoncé qu'il entrerait en lecture seule le 1er octobre 2024 et serait abandonné à la fin de 2024. Les inscriptions ont été clôturées le jour de l'annonce.

## Historique
L'idée de Cohost avait été conceptualisée en premier lieu en 2019 et la mascotte du site Web a été créée en 2020. Il a été lancé en version bêta fermée en février 2022. L'inscription à l'accès anticipé via un code d'invitation avait été autorisée en juin de cette année-là,. Tout le monde était autorisé à s'inscrire vers novembre, mais les nouveaux utilisateurs devaient attendre un certain temps avant que leur compte ne soit activé,.
Cohost aurait rencontré des problèmes financiers en mars 2024 après avoir temporairement perdu le contact avec la personne qui le finançait,.
En septembre 2024, il a été annoncé que Cohost serait abandonné à la fin de 2024, le site entrant dans un état de lecture seule le 1er octobre 2024.

## Fonctionnalités
Cohost propose des publications de style similaire à Twitter mais sans limite de caractères. Les utilisateurs peuvent aimer, commenter et republier, mais les interactions sont masquées, y compris le nombre de likes sur les publications et les abonnés des utilisateurs. Il n'existe pas de flux des tendances ni de flux basée sur un système de recommandation, mais plutôt un flux chronologique et un système de marquage où des hashtags consultables peuvent être attachés aux publications. Le site Web prend en charge le Markdown et l'insertion de HTML et de CSS dans les articles. Un service d'abonnement payant mensuel nommé Cohost Plus (stylisé comme cohost Plus!) existait aussi et offrait une limite de télechargement de fichier plus élevée ainsi que d'autres fonctionnalités, mais servait principalement à soutenir le développement et l'hébergement du site Web. Il était prévu de mettre en œuvre une fonctionnalité de donation et une fonctionnalité d'abonnement similaire à Patreon, où les utilisateurs peuvent s'abonner aux créateurs et aux autres utilisateurs du site pour accéder à des publications exclusives.

## Utilisateurs
La base d'utilisateurs actifs était d'environ 20 000 en février 2023 à 38 000 en juillet 2023. Le rapport de février 2023 indiquait que le nombre d’utilisateurs enregistrés s’élevait à 130 000. Un rapport du personnel de novembre 2023 indiquait que le nombre d'utilisateurs enregistrés était de 203 805 et le nombre d'utilisateurs actifs mensuels était de 21 142. Le rapport d'août 2024 indiquait que le nombre total d'utilisateurs inscrits était de 227 000 le nombre mensuel d'utilisateurs actifs étant de 16 846, dont 3 046 abonnés à Cohost Plus.

## Réception
Cohost a reçu un accueil majoritairement positif. Le site a été salué pour avoir permis aux utilisateurs d'insérer code HTML et CSS dans les publications, ce qui permettait aux utilisateurs de créer des jeux et des « crimes CSS ». Il a également été salué pour avoir permis aux utilisateurs de modifier les publications après leur publication, pour l'absence de publicités et pour sa conception Web accessible. Des critiques ont été émises concernant l’absence d’une fonction de recherche digne de ce nom et l’absence d’une application mobile. Cohost Plus a également été critiqué pour ne pas offrir de nombreuses fonctionnalités supplémentaires.